# Pudang
Pudang (kinesiska: 普当, 普当乡) är en socken i Kina. Den ligger i den autonoma regionen Tibet, i den sydvästra delen av landet, omkring 200 kilometer väster om regionhuvudstaden Lhasa. Antalet invånare är 3 227. Befolkningen består av 1 529 kvinnor och 1 698 män. Barn under 15 år utgör 26,0 %, vuxna 15-64 år 66 %, och äldre över 65 år 6,0 %.
Genomsnittlig årsnederbörd är 686 millimeter. Den regnigaste månaden är juli, med i genomsnitt 216 mm nederbörd, och den torraste är november, med 1 mm nederbörd.